# 圣迈格兰
圣迈格兰（法語：Saint-Maigrin，法語發音：[sɛ̃ mɛɡʁɛ̃]）是法国滨海夏朗德省的一个市镇，位于该省东部偏南，属于容扎克区。

## 地理
圣迈格兰（45°25'5"N, 0°16'53"W）面积21.49 平方千米，位于法国新阿基坦大区滨海夏朗德省，该省份为法国西部滨海省份，北起旺代省，西临大西洋，南至吉倫特省，东南接多爾多涅省，东北接德塞夫勒省接壤，东临夏朗德省。
与圣迈格兰接壤的市镇（或旧市镇、城区）包括：拜涅-圣拉德贡德、莫尔捷、圣西耶香槟、圣日耳曼-德维布拉克、蒙梅拉克。

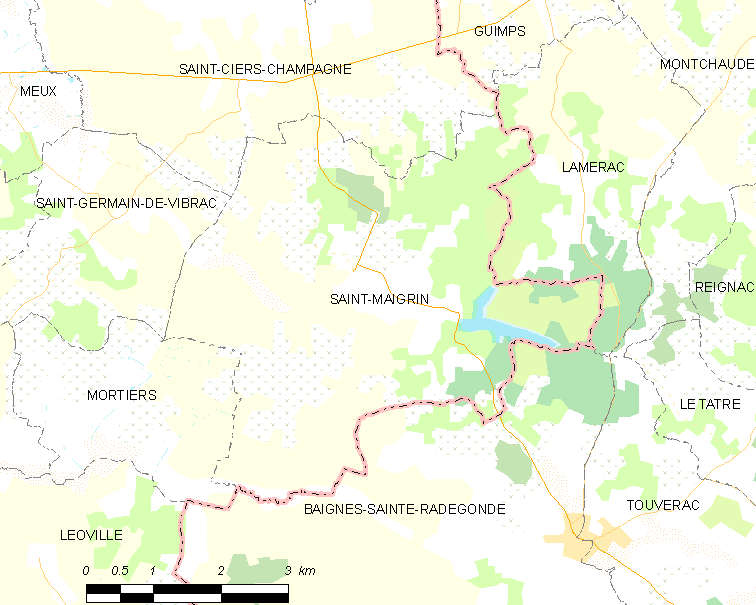
圣迈格兰的OSM定位图

圣迈格兰的时区为UTC+01:00、UTC+02:00（夏令时）。

## 行政
圣迈格兰的邮政编码为17520，INSEE市镇编码为17357。

## 政治
圣迈格兰所属的省级选区为容扎克县。

## 人口

1962-2008年间圣迈格兰人口变化图示

圣迈格兰于2022年1月1日时的人口数量为533人。